# Kosswigia
Kosswigia is een geslacht van kevers uit de familie van de loopkevers (Carabidae). De wetenschappelijke naam van het geslacht is voor het eerst geldig gepubliceerd in 1947 door Jeannel.

## Soorten
Het geslacht Kosswigia is monotypisch en omvat slechts de volgende soort:
- Kosswigia insularis Jeannel, 1947